# Lepisorus angustus
Lepisorus angustus är en stensöteväxtart som beskrevs av Ren-Chang Ching.
Lepisorus angustus ingår i släktet Lepisorus och familjen Polypodiaceae. Inga underarter finns listade i Catalogue of Life.